# Josep Manyanet i Vives
São José Manyanet y Vives (Josep em catalão, Tremp, Lérida, Espanha, 7 de janeiro de 1833 – Barcelona, Espanha, 17 de dezembro de 1901) foi um sacerdote católico catalão, que promoveu a construção do Templo Expiatório da Sagrada Família, o monumental e ainda inacabado magnum opus de Antoni Gaudí em Barcelona.
Baptizando no dia em que nasceu, ficou órfão de pai aos 20 meses. Aos 5 anos foi dedicado por sua mãe à Virgem de Valldeflors, patrona da sua cidade. Sob influência do sacerdote Valentín Lledós cultivou a sua vocação religiosa; trabalhou para pagar os estudos que fez na escola Pia de Barbastro e seminários diocesanos de Lérida e Seo de Urgel, e em 9 de abril de 1859 foi ordenado sacerdote. Prestou serviço na diocese de Urgell, ocupando diversos cargos eclesiásticos.
Fundou duas congregações religiosas, a Congregação dos Filhos da Sagrada Família e a Congregação de Missionárias Filhas da Sagrada Família de Nazaré para levar a cabo o trabalho pastoral de promover o culto à Sagrada Família de Jesus de Nazaré e fomentar a educação cristã de crianças e jovens. Com tal propósito em mente, em 1875, depois de presenciar dois anos antes a proclamação da I República em Barcelona e voltar à sua terra natal após ter sido perseguido e obrigado a fechar uma das primeiras escolas nascentes (Sant Josep), voltou com a ambiciosa tarefa de fundar escolas dentro e nas proximidades de Barcelona, estendendo assim uma rede de escolas em diversas localidades da Catalunha e no resto de Espanha. 
Actualmente, as congregações também chamadas "Manyanetianos", têm asilos de órfãos, escolas e liceus em Espanha, Itália, Estados Unidos, Argentina, Colômbia, México, Brasil e Venezuela. Há vários colégios da Congregação dos Filhos da Sagrada Família que têm o seu nome, como o de Reus, o de Barcelona, o de Medellín e o de Alcobendas. 
Fundou a revista "Sagrada Familia". Escreveu vários livros para propagar a devoção à Sagrada Família, e para a formação dos religiosos, das famílias e das crianças. Com o mesmo fim inspirou a construção do Templo da Sagrada Família de Barcelona. 
Morreu em 1901 em Barcelona aos 68 anos, afectado por grave e dolorosa doença.
Foi declarado beato pelo papa João Paulo II em 25 de novembro de 1984, e canonizado em 16 de maio de 2004, pelo mesmo papa.
A data da sua festa é 16 de dezembro.